# Colla de Diables i Timbalers d'Ítaca
Colla de Diables i Timbalers d'Ítaca és una colla de diables del barri de les Corts, Barcelona. El grup naix a l'escola Ítaca durant el curs 1981-1982. La colla va ser apadrinada i batejada pels Diables de Sants. Amb el naixement de la colla es pretenia un doble objectiu: que els alumnes poguessin participar en les festes de foc tradicionals i que tinguessin més relació amb l'entorn social. Els Diables i Timbalers d'Ítaca es distingeixen pels uniformes, fets de roba de sac marró, amb siluetes de flames vermelles als camals i als punys. Quan cremen es tapen amb una caputxa que ensenya dues banyes vermelles ben dretes.
Dins la festa major del barri, la colla organitza el Xocofoc, una festa amb tallers de diables, timbalers, màscares i maquillatge, una xocolatada i una demostració de foc. Cada any fan també la Festa de Picarols, en què diables i timbalers confirmen la pertinença al grup.